# Воронова, Ольга Ефимовна
О́льга Ефи́мовна Во́ронова (род. 8 марта 1958, посёлок Аргаяш, Челябинская область) — российский литературовед, специалист по творчеству С. А. Есенина, доктор филологических наук. Руководитель Центра региональных проектов и анализа баз данных, профессор кафедры журналистики Рязанского государственного университета имени С. А. Есенина. Главный редактор журналов «Современное есениноведение» и «Есенинский вестник».

## Биография
Ольга Воронова родилась 8 марта 1958 года в посёлке Аргаяше Челябинской области. В 1967 году в девятилетнем возрасте переехала с родителями в Рязань, куда её мать попала по распределению и позже основала первую в Рязанской области кафедру бухгалтерского учёта. Училась в школе № 4 с углублённым изучением немецкого языка. После окончания школы выбирала между русским языком и литературой и немецким языком и немецкой культурой.
В 1979 году окончила Рязанский государственный педагогический институт по специальности «Русский язык и литература», ученица Игоря Гаврилова.
В 1985 году в Московском областном педагогическом институте имени Н. К. Крупской защитила диссертацию на соискание учёной степени кандидата филологических наук на тему «Проза Сергея Есенина: жанры и стиль». В 1992 году присвоено учёное звание доцента. В 2000 году в Московском государственном гуманитарном университете имени М. А. Шолохова защитила диссертацию на соискание учёной степени доктора филологических наук на тему «Творчество С. А. Есенина в контексте традиций русской духовной культуры».
Руководитель Центра региональных проектов и анализа баз данных, профессор кафедры журналистики Рязанского государственного университета имени С. А. Есенина. Главный редактор журналов: «Современное есениноведение», «Есенинский вестник» и «Идеология будущего ».

## Общественная и политическая деятельность
- Доверенное лицо Владимира Путина по Рязанской области в рамках избирательной кампании по выборам Президента РФ (2004)[1]
- Член правления Общественно-политического консультативного совета при Губернаторе Рязанской области (2001—2004)[1]
- Член Правления Общественной палаты при Губернаторе Рязанской области (2004—2008)[1]
- Председатель Комиссии по культурному и духовному наследию Общественной палаты Рязанской области (с 2009)[1]
- Член Союза писателей России[1]
- Член Союза журналистов России[1]
- Председатель Общественного экспертного совета по взаимодействию со СМИ Рязанской области[1]
- Член Общественной палаты Российской федерации (с 2016 член комиссии по культуре)

По собственным словам неоднократно ездила в зону вооружённого конфликта на востоке Украины.
В 2022 году выступила с поддержкой российского вторжения на Украину.

## Награды и почётные звания
- Почётный работник высшего профессионального образования РФ (2009)[1]
- Благодарность Президента РФ (2004)[1]
- Почётная грамота Министерства образования и науки РФ (2007)[1]
- Почётные грамоты Губернатора Рязанской области[1]
- Бронзовая медаль им. Л. Н. Толстого Международного наградного союза «За просвещение, обучение, воспитание» (2007)[1]
- Почётный знак «За вклад в развитие университета» (2007)[1]
- Премия Правительства Рязанской области в области литературы и искусства имени С. А. Есенина (2005)[1]
- Областная премия имени акад. И. И. Срезневского (2007)[1]
- Премия областного фестиваля прессы «Хрустальный журавль» (2005)[1]

### Книги
Автор
- Воронова О. Е. Духовные искания Сергея Есенина: Книга для учителя: К 100-летию со дня рождения С. А. Есенина, 1895—1995 / Комитет по образованию и молодёжной политике Администрации Рязанской области. — Рязань: Молодёжный курьер, 1995. — 97 с.
- Воронова О. Е. Духовный путь Есенина. Религиозно-философские и эстетические искания. — М.: М-Пресс, 1997. — 287 с.
- Воронова О. Е. Сергей Есенин и русская духовная культура. — Рязань: Узорочье, 2002. — 512 с. — 2000 экз. — ISBN 5-85057-375-5.
- Воронова О. Е. Сергей Есенин в российско-германском культурном диалоге / Перевод на немецкий язык Б. А. Хвостова. — Рязань: РИД, 2013. — 224 с.
- Воронова О. Е. Национальное и общечеловеческое в творчестве Сергея Есенина. Архетипы. Универсалии. Концепты: Учебное пособие. — Рязань: РГУ, 2013. — 354 с.
- Глобальная информационная война против России / Воронова Ольга Ефимовна, Трушин Александр Сергеевич. Монография. — Москва : Яуза-каталог, 2019. — 320 с .— ISBN 978-5-00155-002-0

Редактор
- Сергей Есенин и искусство: Сборник научных трудов / Институт мировой литературы имени А. М. Горького РАН; Государственный музей-заповедник С. А. Есенина; Рязанский государственный университет имени С. А. Есенина; Редколлегия: О. Е. Воронова, Н. И. Шубникова-Гусева (ответственный редактор) и др.. — М.: ИМЛИ РАН, 2014. — 574 с. — (Есенин в XXI веке. Выпуск 2).

- Воронова Ольга, Сафронов Александр, Лазарев Юрий. Интернет-Есениниана в РГУ: к итогам реализации проекта по гранту РГНФ // Современное есениноведение. — 2007. — № 6. — С. 17—22.
- Воронова Ольга. Сергей Есенин и Франц Верфель: к проблеме русско-немецких литературных связей // Современное есениноведение. — 2007. — № 7. — С. 27—35.
- Воронова Ольга. Международная научная конференция «Есенин и мировая культура»: эхо научного форума // Современное есениноведение. — 2008. — № 8. — С. 12—17.
- Воронова Ольга. Немецкий народный поэт И.-П. Гебель в творческом восприятии С. А. Есенина: к проблеме русско-германских литературных связей // Современное есениноведение. — 2008. — № 9. — С. 59—64.
- Воронова Ольга. К вопросу о рецепции немецкой культуры в творчестве С. А. Есенина (Ф. Ницше, О. Шпенглер) // Современное есениноведение. — 2009. — № 10. — С. 57—62.
- Воронова Ольга. Концепция деятельности Есенинского научного центра РГУ имени С. А. Есенина в действии: опыт и перспективы // Современное есениноведение. — 2009. — № 11. — С. 9—13.
- Воронова Ольга. У истоков есенинской Руси: постижение Родины // Современное есениноведение. — 2011. — № 16. — С. 3—5.
- Воронова О. Е. Образ Христа-Спаса в творчестве С. А. Есенина как отражение национального духовного идеала // С. А. Есенин и православие: Сборник статей о творчестве С. А. Есенина. — М., 2011. — С. 35—78.
- Воронова Ольга. Мифологический и фольклорно-этнографический контекст повести С. А. Есенина «Яр» // Современное есениноведение. — 2013. — № 27. — С. 24—39.
- Воронова Ольга. Библейские реминисценции и их полемическая интерпретация в поэзии имажинистов // Современное есениноведение. — 2014. — № 28. — С. 59—63.
- Воронова Ольга. Экзистенциальные мотивы творчества С. Есенина как объект научного исследования // Современное есениноведение. — 2014. — № 29. — С. 50—62.
- Воронова Ольга. «За берёзовую Русь…»: поэтика есенинского эпитета // Современное есениноведение. — 2014. — № 30. — С. 24—47.
- Воронова Ольга. Есенин и бардовская песня (о книге белорусской исследовательницы Н. В. Коленчиковой) // Современное есениноведение. — 2014. — № 31. — С. 98—102.
- Воронова Ольга. Традиции русского народного лубка в словесной живописи С. А. Есенина // Современное есениноведение. — 2015. — № 1 (32). — С. 94—103.
- Воронова Ольга. Архетипы «блудного сына» и «кающегося грешника» в поздней лирике С. А. Есенина // Современное есениноведение. — 2015. — № 2 (33). — С. 33—39.
- Воронова Ольга. Фронтовая есениниана // Современное есениноведение. — 2015. — № 3 (34). — С. 63—68. — ISSN 2073-7467.
- Воронова Ольга. О проекте «Всемирная карта есенинских мест» // Современное есениноведение. — 2015. — № 4 (35). — С. 6—9. — ISSN 2073-7467.
- Воронова Ольга. Софийно-пантеистические мотивы в ранней лирике Сергея Есенина // Современное есениноведение. — 2015. — № 4 (35). — С. 54—57. — ISSN 2073-7467.
- Воронова О. Е. Поэтический космос С. А. Есенина в контексте традиций православной храмовой культуры // Филологические науки. — 2016. — Вып. 2 (март).